# Symphonie no 4 d'Arnold
Pour les articles homonymes, voir Symphonie no 4.
 (février 2024).
Si vous disposez d'ouvrages ou d'articles de référence ou si vous connaissez des sites web de qualité traitant du thème abordé ici, merci de compléter l'article en donnant les références utiles à sa vérifiabilité et en les liant à la section « Notes et références ».
La Symphonie no 4, Op. 71 de Malcolm Arnold est une symphonie terminée le 13 juillet 1960. Arnold a composé la symphonie sur commande de William Glock pour la BBC. Le compositeur a dirigé l'Orchestre symphonique de la BBC lors de la création de l'œuvre le 2 novembre 1960 au Royal Festival Hall.
Le compositeur a écrit en 1971 que la symphonie avait été composée en réaction aux émeutes ethniques de Notting Hill en 1958. Il avait été consterné qu'une telle chose puisse arriver en Grande-Bretagne, et il a exprimé son espoir que la symphonie aiderait à diffuser l'idée qu'une intégration raciale est possible.

## La symphonie
L'œuvre comprend quatre mouvements:
1. Allegro
2. Vivace ma non troppo
3. Andantino
4. Con fuoco

## Orchestration
La symphonie est écrite pour un grand orchestre:
Piccolo, 2 flûtes, 2 hautbois, 2 clarinettes, 2 bassons, contrebasson, 4 cors, 3 trompettes, 3 trombones, tuba, timbales, grosse caisse, caisse claire, bongos, toms, maracas, tam-tam, marimba, célesta, harpe et cordes.

## Enregistrements
- 1974  Malcolm Arnold et l'Orchestre symphonique de la BBC chez ARIES LP (Enregistrement "pirate" de la 2e performance en 1960)
- 1990  Malcolm Arnold et l'Orchestre philharmonique de Londres chez Lyrita SRCD.200 (CD)
- 1994 Richard Hickox et l'Orchestre symphonique de Londres chez Chandos Records CHAN 9290 ()
- 1996 Vernon Handley et l'Orchestre philharmonique royal de Liverpool chez Conifer Records 75605-51258-2 (réédition Decca 4765337) ()
- 1998 Andrew Penny et l'Orchestre symphonique de la radio-télévision irlandaise chez Naxos 8.553739 ()